# Daniel J. Travanti
Daniel J. Travanti, född Danielo Giovanni Travanti den 7 mars 1940 i Kenosha, Wisconsin, är en amerikansk skådespelare.
Travanti är känd i rollen som captain Frank Furillo i Spanarna på Hill Street. För den rollen vann han en Golden Globe år 1982 och en Emmy 1981 och 1982.